# Skogsfjordvatnet
Skogsfjordvatnet (ou  Gusmmorjávri   en Sami) est un lac situé dans le comté de Troms, au nord de la Norvège. 

## Géographie
Skogsfjordvatnet est le plus grand lac de l'île de Ringvassøya. Son altitude est de 20 mètres au dessus du niveau de la mer.
Les principaux affluents sont Botnelva, Yste Botnelva, Midterelva et Soltindelva, qui se jettent dans l'extrémité sud du lac. 
Administrativement le lac est situé sur la municipalité de Karlsøy.

## Quelques vues du Skogsfjordvatnet

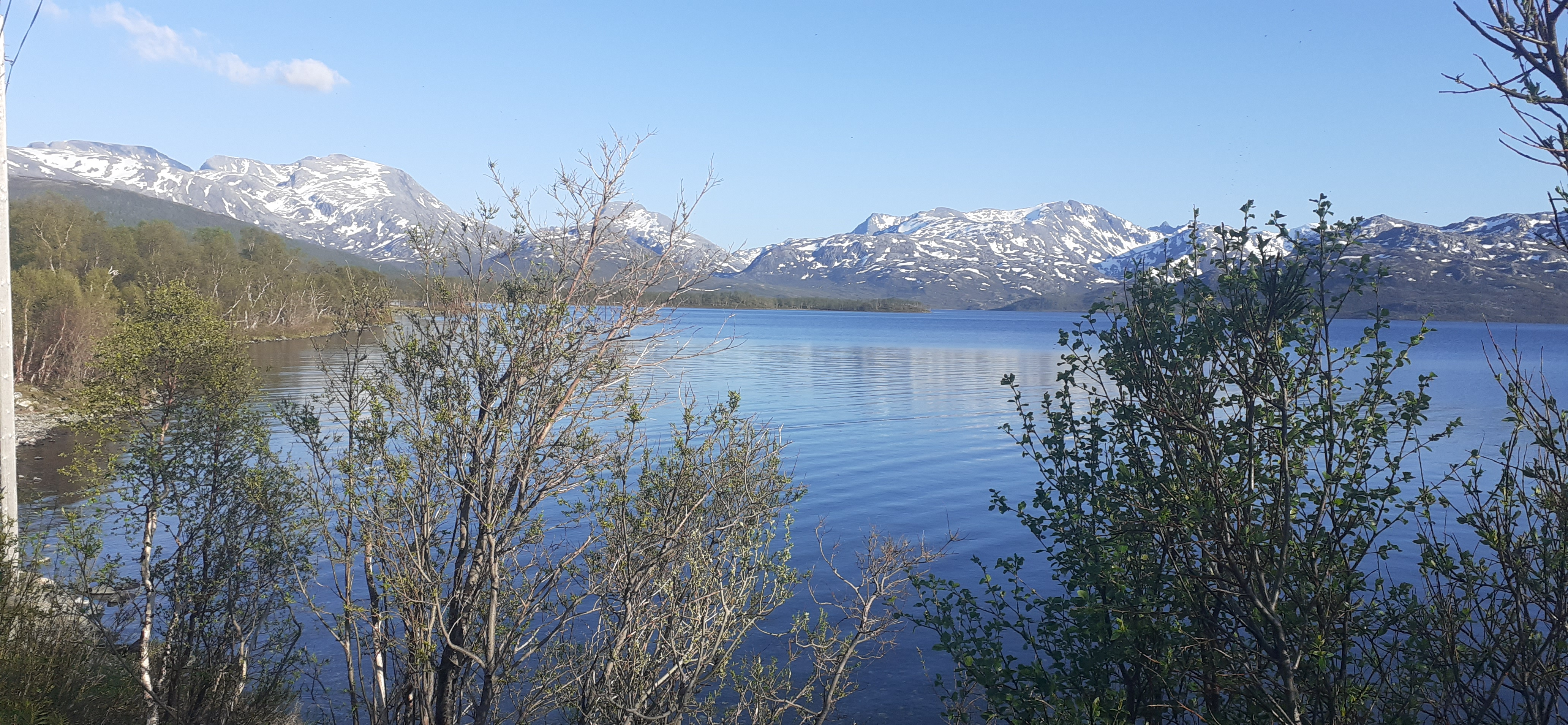
Partie sud du lac
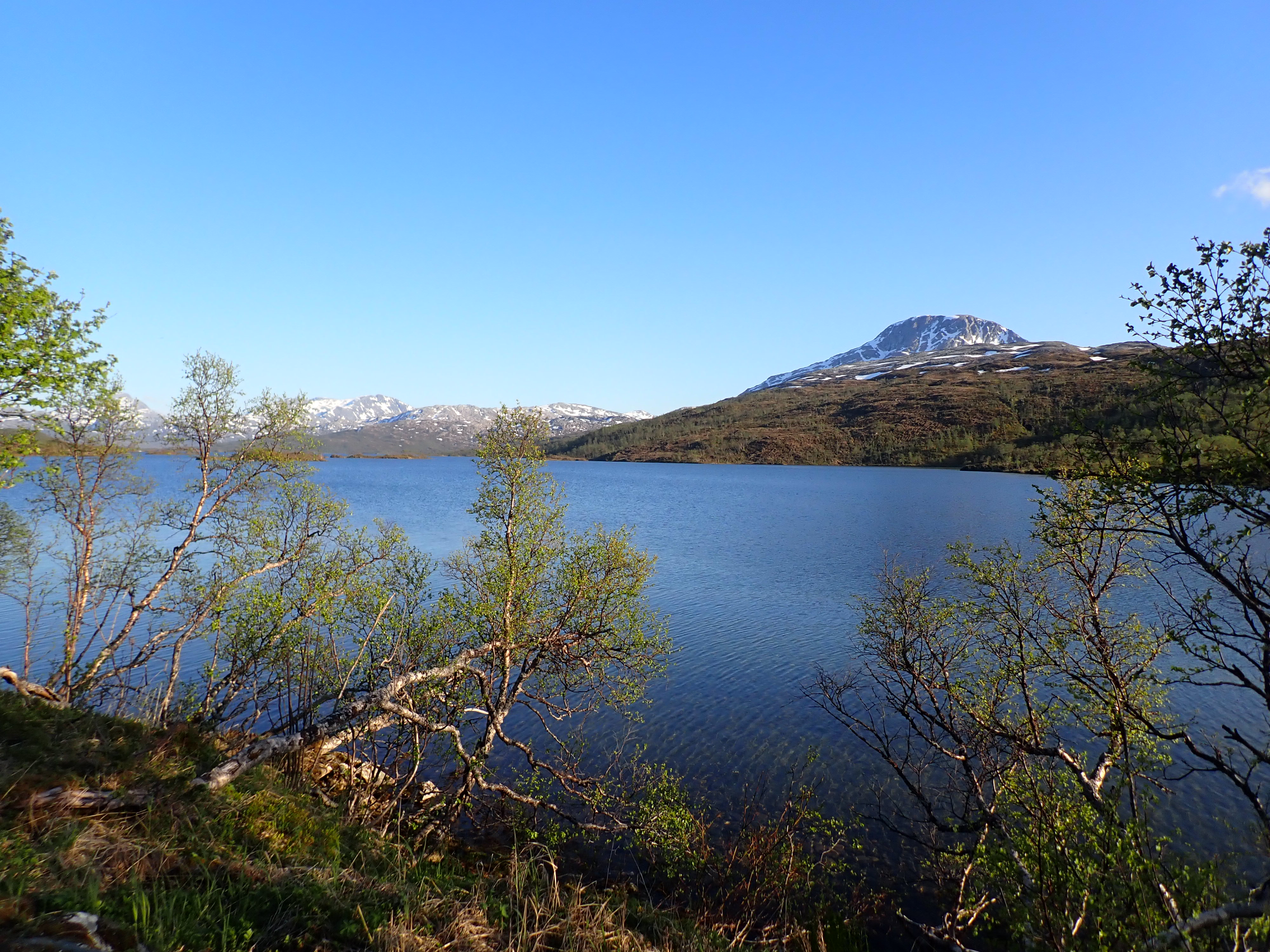
Vue depuis la rive ouest
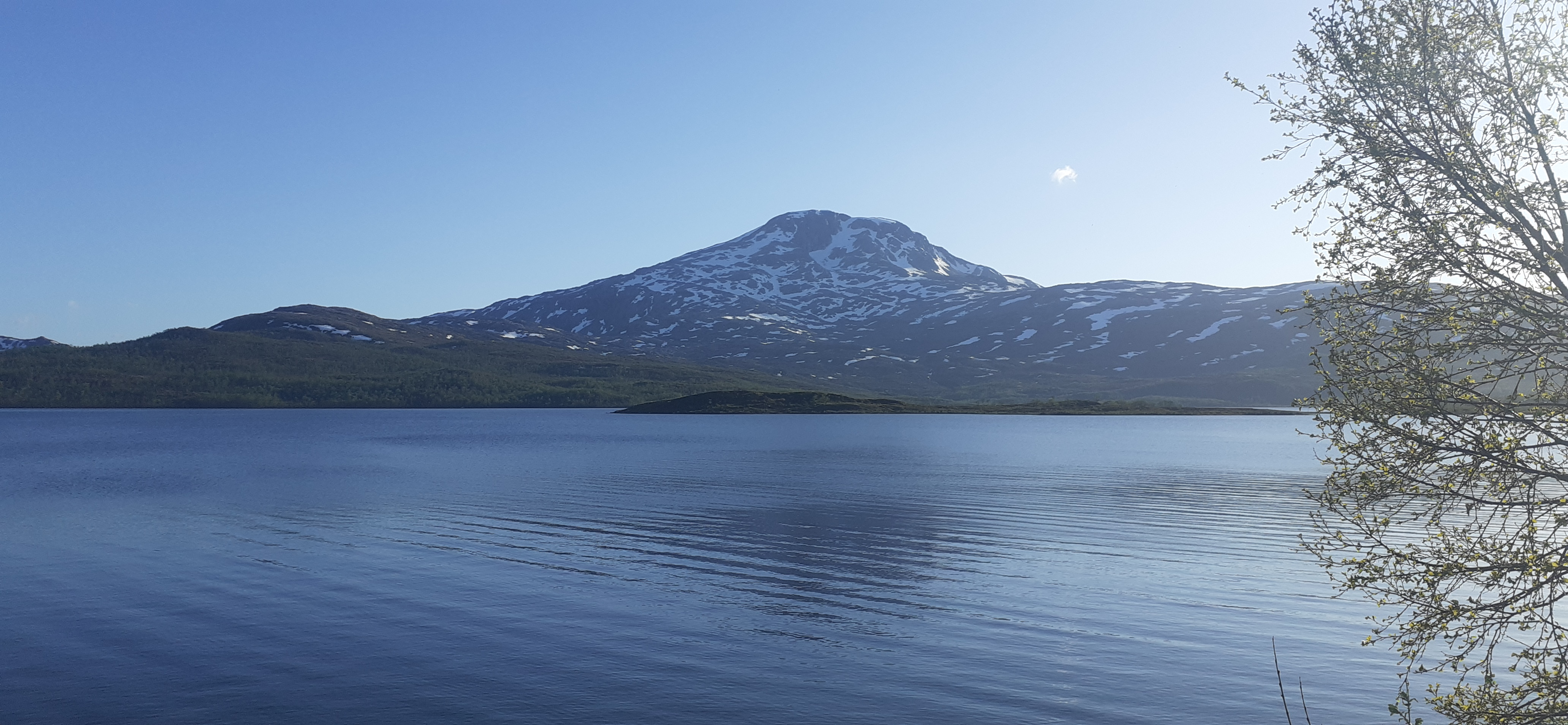
Le Svartvasstinden (874 m) surplombe la partie nord du lac